# Wasserturm Eckhorst
| Wasserturm Eckhorst    | Wasserturm Eckhorst                                            |
| Wasserturm             | Wasserturm                                                     |
| Daten                  | Daten                                                          |
| ---------------------- | -------------------------------------------------------------- |
| Baujahr:               | 1936/37                                                        |
| Entwurf:               | Franz Löwitsch                                                 |
| Turmhöhe:              | 24,6 m                                                         |
| Nutzhöhe:              | 20,75 m                                                        |
| Behälterart:           | Behälter mit quadratischer Grundfläche                         |
| Volumen des Behälters: | 250 m³                                                         |
| Ursprüngliche Nutzung: | Wasserversorgung von Stockelsdorf, Groß Steinrade und Eckhorst |
| Heutige Nutzung:       | Acht Wohnungen                                                 |
| Denkmalschutz:         | Kulturdenkmal                                                  |

Der Wasserturm Eckhorst befindet sich in dem Dorf Eckhorst, einem Ortsteil der Gemeinde Stockelsdorf im Kreis Ostholstein, Schleswig-Holstein. Er steht rund 60 Meter neben der Bundesstraße 206 (Teilstück Stockelsdorf–Bad Segeberg). Der Wasserturm wurde ab 1936 auf einer vormals als Mühlenberg genutzten 35 Meter hohen Anhöhe (insgesamt 56 Meter ü.N.N.) erbaut und 1937 in Betrieb genommen. 
Er steht unter Denkmalschutz und ist das Wahrzeichen Eckhorsts.

## Ursprüngliches Bauwerk
Der Turm hat die Form eines schlichten Kubus mit einem flachen Dach, ein für Wassertürme bemerkenswert funktionaler Baustil. In den Außenmauern aus rotem Backstein hatte er ursprünglich an jeder Seite drei schmale, übereinander liegende  Fenster im unteren Bereich und oben je eine waagerechte Reihe von sieben Fenstern. Dahinter befand sich früher der Wasserbehälter mit einem Fassungsvermögen von 250 m³.
Der Eckhorster Wasserturm ist einer der letzten Wassertürme, die errichtet wurden, bevor Pumpen und erdnahe Flachbehälter – zumindest in den flachen Regionen Norddeutschlands – ihren Bau überflüssig machten. 

## Stilllegung und Umbau
Der Wasserturm versorgte ab 1938 in Verbindung mit dem gleichzeitig gebauten Wasserwerk den Hauptort Stockelsdorf mit den Dörfern Groß Steinrade und Eckhorst. Ende der 1950er Jahre reichte die bestehende Wasserversorgung für die steigende Bevölkerungszahl nicht mehr aus. Eine moderne Druckkesselanlage und ein neues Wasserwerk machten den Turm überflüssig, sodass er 1959 seine Funktion verlor. Danach stand er mehrere Jahre ungenutzt.
1992 wurde das Gebäude dann nach Plänen des Architekten Jochen Schrader zu einem Wohnwasserturm umgebaut. Es entstanden sechs Wohnungen auf acht Etagen. Dazu wurden die Durchbrüche in den Außenmauern vergrößert und vollverglaste balkonartige Bereiche angebaut.